# Curious
Curious - singiel amerykańskiego rapera Tony Yayo. Został wydany w roku 2005, i pochodzi z jego debiutanckiego albumu Thoughts of a Predicate Felon. Gościnnie występuje piosenkarz Joe.
Do utworu powstał teledysk.

## Notowania
| Notowanie (2005)                     | Najwyższa pozycja |
| ------------------------------------ | ----------------- |
| U.S. Billboard Hot R&B/Hip-Hop Songs | 85                |